# Питагорина лаута
Питагорина лаута је геометријски лик који чине петоуглови са уписаним пентаграмима тако да су странице пентаграма истовремено странице мањих петоуглова. Спада у категорију фрактала, као и Кохова пахуљица и има особину да бесконачни низ ликова смешта у коначан простор.